# Paul Hedqvist
Paul Gunnar Hedqvist, født 21 juli 1895 i Stockholm, død 23 juni 1977 i Stockholm, var en svensk arkitekt der overvejende designede i den  funktionalistiske stil. Paul Hedqvists arkitektur har i høj grad formet Stockholms bybillede. Han var arkitekten bag store bygninger som Tranebergsbron, Västerbron, Stockholm-Bromma Lufthavn, Skatteskrapan og DN-huset. Derudover var han arkitekt for omkring 60 skolebygninger rundt om i Sverige.

## Liv og virke
Paul Hedqvist voksede op i bydelen Södermalm, Stockholm. Familien kom fra Hälsingland, og faderen Carl Erik Hedqvist var forstander for et børnehjem ved Bangårdsgatan. Paul Hedqvist giftede sig med Greta Price i 1923.
Paul Hedqvist studerede ved Kungliga Tekniska högskolan (KTH) i Stockholm 1914-1918. 1918-1920 besøgte han kunstakademiet og foretog derefter studierejser til Paris, Tunis, Sicilien og Grækenland. Siden  praktiserede han hos Ragnar Östberg og Cyrillus Johansson.
1924 startede han sin et arkitektfirma sammen med studiekammeraten David Dahl (1895-1974). I 1920erne deltog Hedqvist og Dahl en lang række arkitektkonkurrencer. Blandt dem var konkurrencen om Katarina gymnasiet i Södermalm, som førte direkte til en opgave. Omkring 1930 ophørte samarbejdet med undtagelser for broerne Västerbron og Tranebergsbron som de projekterede sammen.
Hedqvist blev 1925 ansat ved det offentlige "Byggnadsstyrelsen", og han blev i 1927 Kungliga Tekniska högskolans  første assistent i arkitektur under Erik Lallerstedt, som var professor. Fra 1931 var Hedqvist bygningsrådgiver. Snart blev Hedqvist interesseret i de nye funktionalistiske idéer fra Tyskland med Walter Gropius og Bauhausskolen. Hans første arbejde i denne stilretning er Katarina realskola i Södermalm, fra 1930-31 og svømmehallen i Eskilstuna fra 1930.
Typisk for Hedqvist var den rigtige vinkel og forkærligheden for kvadratiske proportioner i facade- og opdelingen af vindue. Kvadraten som proportion og blokken som rumfang forekom blandt andet i svømmehallen "Eskilstuna badhus" fra 1933. Bygningen blev tilføjet efter en inviteret konkurrence, som Hedqvist vandt med sit forslag "Gå og bade". Typisk for svømmehallen i Eskilstuna er svømmehallens syv etagers vinduer, der blev designet som en stående dobbelt firkant. Mod dette står facadernes store, rene gips-overflader i en lys farve. 
På Stockholmudstillingen i 1930 var Hedqvist en af arkitekterne bag den meget roste boligafdeling sammen med blandt andre Gunnar Asplund.
1932 var han arkitekt for 94 rækkehuse, der blev bygget i årene 1932-33 i bydelen Ålsten, Stockholms innerstad. Rækkehusene er eksempler på funktionalismens idealer, i lyse farver, kubisk i form, flade tage og skråt mod hinanden, så hver længde danner et sigsak-mønster. Sveriges daværende statsminister Per Albin Hansson valgte at flytte ind i et af hjørnehusene og rækkehusene kaldes populært for Per-Albinhusene.
Hedqvist var en meget alsidig arkitekt. Hans arbejder inkluderer boliger, kontorbygninger, tekniske faciliteter, sportsfaciliteter og ikke mindst omkring 60 skolebygninger i Sverige, hvilket gjorde ham til en af Sveriges førende skolearkitekter. Han blev ofte valgt som dommer i arkitektkonkurrencer. På et tidspunkt havde Hedqvists arkitektfirma omkring 30 ansatte. Gennem årene arbejdede han blandt andre med Holger Blom.  Hedqvist var aktiv i sit erhverv indtil sin død i 1977. Hans sidste afsluttede arbejde var et laboratorium og kontor for lægemiddelstyrelsen i Uppsala (1973-1976).

### Byplanlæggeren
Hedqvist var professor på kunstakademiet (1938-48) og byplanlægningsarkitekt i Stockholm. Som sådan var han involveret i planlægningsarbejdet for den nye byplan i Norrmalm og især i spørgsmålet om de fem højhuse i Norrmalm. Allerede tidligt i sin karriere, 1924-1929, arbejdede han på Stockholms byplanlægningskontor. 

## Bygninger tegnet af Hedqvist (udvalg)
- Franska huset (1926), Droskhästen 13, Södermalm
- Lovö vandværk (1933) ved Lovön i Ekerö kommun
- Stockholms universitets kårhus (1937), Holländargatan 32–34, Stockholms innerstad
- Vanadisbadet (1938), Vanadislunden, Stockholms innerstad
- Kontorbygningen Trafikflyget 4, (1946), Ulvsundavägen, Stockholm-Bromma Lufthavn
- Skolen Rödabergsskolan (1953), Upplandsgatan, Stockholms innerstad
- Højhuset Gängtappen (1958) (også kaldt Kockumshuset), Malmö
- Højhuset DN-skrapan (1964), Stockholm. Huset fik sit navn fra avisen Dagens Nyheter